# Kiełcze (jezioro)
Jezioro Kiełcze – jezioro w Polsce, w województwie wielkopolskim, w powiecie gnieźnieńskim, w gminie Trzemeszno, na Pojezierzu Gnieźnieńskim. Należy do Gospodarstwa Rybackiego Łysinin.

## Dane morfometryczne
Zwierciadło wody położone jest na wysokości 120,6 metrów. Powierzchnia zwierciadła wody wynosi 7,49 ha.